# Bloqueig de publicitat
El Bloqueig de publicitat o filtratge d'anuncis és un tipus de programari que pot treure o alterar contingut publicitari d'una pàgina web o una aplicació mòbil. Els bloquejadors d'anuncis estan disponibles per a una àmplia gamma de plataformes d'ordinadors, com ordinadors de sobretaula, portàtils, tauletes i telèfons intel·ligents. Existeixen diferents i diversos mètodes per bloquejar anuncis. Els avantatges d'aquests programaris creixen en un ampli ventall i el seu ús s'ha anat incrementant al llarg dels anys. Tanmateix, molts propietaris de mitjans de comunicació (editors) depenen de la publicitat per a finançar el contingut que proporcionen als usuaris. Alguns editors, com Forbes, han pres contramesures per defensar-se dels usuaris que bloquegen els anuncis de les seves pàgines.

## Tecnologies i contramesures natives
La publicitat en línia existeix en múltiples formes, com banners, imatges, animacions, àudio i vídeo incrustat, text o finestres emergents, i pot emprar vídeo i àudio en reproducció automàtica.Tots els navegadors ofereixen alguna tècnica per treure o alterar els anuncis, ja sigui escollint com a blanc les tecnologies que es fan servir per distribuir els anuncis (com el contingut incrustat distribuït a través d'extensions del navegador o via HTML5); dirigint l'atac cap a les URLs font dels anuncis; o prenent com a objectiu comportaments característics de la publicitat (com l'ús de la reproducció automàtica HTML5 de vídeo i àudio).

## Raons per bloquejar anuncis
Des de la perspectiva d'un usuari d'Internet, existeixen diverses raons fonamentals per voler utilitzar el bloqueig d'anuncis, a part de no voler ésser manipulat per les marques: 
- Protegir la privacitat
  - Redueix el nombre de galetes HTTP.
- Protegir-se del malvertising.
  - Tota publicitat intrusiva, incloent (però no sols): baixades no desitjades, àrees de clic sobreposades i invisibles, obertura en una nova pestanya i redireccions. Qualssevol elements de pàgina fets per despistar.[5]
- Estalviar amplada de banda (i per extensió, diners).
- Millor l'experiència de l'usuari:
  - Menys pàgines abarrotades.
  - La pàgina càrrega més ràpid.
  - Menys distraccions.
- Raons ergonòmiques:
  - Les animacions d'alguns anuncis distreuen fins al punt de fer la pàgina inservible.
  - El moviment d'alguns anuncis pot marejar els usuaris.
- Estalviar bateria en dispositius mòbils
- Impedeix que pàgines web no desitjades facin ingressos a costa de les visites de l'usuari.

Els editors i els seus organismes de comerç, per altra banda, argumenten que la publicitat genera ingressos als propietaris de les pàgines web, fet que els permet crear contingut o adquirir-lo per al lloc web. Els editors afirmen que l'ús prevalent de programaris i dispositius de bloqueig d'anuncis cossos poden afectar els ingressos dels propietaris i, per tant, disminuir l'accessibilitat de contingut gratuït a Internet.

## Beneficis
Per als usuaris, els beneficis d'utilitzar programaris de bloqueig de publicitat inclouen càrregues més ràpides i una estètica més neta de les pàgines web amb menys distraccions, menys malbaratament de recursos (amplada de banda, CPU, memòria, etc.), i beneficis de privacitat, obtinguts a través de l'exclusió de sistemes de rastreig i perfil de les plataformes de distribució de privacitat. Blocant els anuncis també es poden estalviar quantitats substancials d'energia elèctrica i, per tant, es disminueixen els preus de les factures dels usuaris.

### Experiència d'usuari
El programari de bloqueig publicitari pot tenir altres beneficis per a la qualitat de vida dels usuaris, ja que disminueix l'exposició de l'usuari a la indústria publicitària i de màrqueting, fet que promou el nombre de contingut i serveis potencialment nocius que es poden comprar i la compra compulsiva.
Una persona veu de mitjana més de 5000 anuncis al dia, molts dels quals provenen de fonts en línia. Cada anunci promet als usuaris que la seva vida milloraria en adquirir el producte publicitat (per exemple, menjar ràpid, begudes ensucrades, llaminadures, electrònica de consum cara) o els anima a endeutar-se o apostar. A més, si els usuaris d'Internet compren tots aquests elements, l'embalatge i els contenidors (en el cas de llaminadures i begudes amb gas) acaben llençant-se, fet que dur a un impacte negatiu pel medi ambient. Els anuncis estan dissenyats amb molta cura per identificar els punts dèbils de la psicologia humana, per tant, la reducció de l'exposició als anuncis pot tenir un impacte beneficiós en la qualitat e vida dels usuaris.
La publicitat no desitjada també pot fer mal als propis distribuïdors quan els usuaris acaben farts dels anuncis. La irritació pot portar a un esforç conscient d'evitar els béns i serveis de les empreses que utilitzen finestres emergents i que acaben bloquejant el contingut que l'usuari intenta visualitzar. Per als usuaris no interessats en comprar, el bloqueig d'anuncis també és una qüestió de guanyar temps. Qualsevol anunci que aparegui en una pàgina web pren una part de la quantitat màxima d'atenció que pot tenir un usuari, ja que cada anunci entra en el camp de visió de l'usuari i aquest l'ha de ignorar o fer-se'n càrrec d'alguna manera. Un usuari que està fortament enfocat a llegir només el contingut que està buscant segurament no tindrà cap desig de ser destorbat per anuncis que només volen vendre béns i serveis innecessaris o no desitjats. Per contra, els usuaris que activament estan buscant béns per adquirir, podrien apreciar els anuncis, sobretot aquells que estan dirigits expressament cap a les seves necessitats.

### Seguretat
Un altre aspecte important és el de millorar la seguretat. L'exposició a publicitat en línia comporta un major risc d'infecció dels dispositius per virus informàtics que navegar per pàgines pornogràfiques.Per exemple, un client de Doubleclick de Google va estendre un malware a través dels anuncis que oferia YouTube. L'agost de 2015, es va descobrir un atac de dia zero al navegador Firefox en una pàgina de publicitat. Quan Forbes va obligar els usuaris a desactivar el bloqueig de publicitat per a poder veure la pàgina web, se'ls va inundar de finestres emergents amb malware. La Australian Signals Directorate recomana a particulars i organitzacions el bloqueig d'anuncis per a la millora de la seguretat informàtica i mitigar els atacs potencials de malvertising i afectació de maquinari. L'empresa de seguretat de la informació Webroot també apunta que utilitzar el bloqueig d'anuncis proporciona contramesures efectives contra les campanyes de malvertising per als usuaris amb ordinadors menys sofisticats.

### Monetari
El blocatge d'anuncis també pot fer estalviar diners a l'usuari. Si el temps personal d'un usuari val un dòlar per minut, i si la publicitat no desitjada afegeix un minut extra al temps que l'usuari necessita per llegir la pàgina web, llavors l'usuari ha perdut un dòlar per fer-se càrrec d'un anunci que podria generar uns pocs cèntims d'ingressos per al propietari de la pàgina web. El problema de la pèrdua de temps pot exagerar-se ràpidament si els anuncis s'acompanyen de malware.
El bloqueig d'anuncis també redueix el temps de càrrega i estalvia ample de banda per als usuaris. Aquells que paguen per un total d'ample de banda transferida (pagament per ús), com la majoria d'usuaris de dispositius mòbils del món, obtenen un benefici financer directe de la filtració de publicitat. L'anàlisi de les 200 pàgines més popular de notícies (segons Alexa) el 2015 va mostrar que el sistema de Mozilla Firefox Tracking Protection va aconseguir una reducció del 39% en ús de dades i un 44% de mitjana del temps de càrrega. Segons un estudi del The New York Times, el bloqueig d'anuncis redueix el consum de dades i accelera els temps de càrrega en més de 50 pàgines de notícies, inclús la seva. Els periodistes van concloure que "visitar cada dia durant un mes la pàgina principal de Boston.com (la pàgina amb més anuncis segons l'estudi) podia arribar a costar 9.50$ en ús de dades només per carregar els anuncis". La reproducció en línia d'àudio i vídeo, tot i no ser presents en la interfície de l'usuari, pot consumir ràpidament giga-bytes, sobretot en connexions 4G. Fins i tot les connexions fixes estan normalment subjectes a límits d'ús, especialment les més ràpides (100MBit/s i superiors), que es poden saturar fàcilment a causa de reproducció d'arxius.

## Popularitat

Número mensual d'usuaris que utilitzen bloqueig d'anuncis actiu a través del temps, calculat per PageFair.

L'ús de bloqueig de publicitat en mòbils i ordinadors de sobretaula dissenyats per filtrar els anuncis tradicionals va augmentar un 41% a tot el món i un 48% només als estats units entre el Q2 de 2014 i el Q2 de 2015. El Q2 de 2015, 45 milions d'americans ja utilitzaven bloqueig de publicitat. En un estudi publicat el Q2 de 2016, MetaFacts va declarar que 72 milions d'americans, 12.8 milions d'adults al Regne Unit i 13.2 milions a França utilitzaven bloquejadors d'anuncis en els seus ordinadors, dispositius mòbils i tauletes. El març de 2016, la Interactive Advertising Bureau anuncia que el 22% dels joves sobre 18 anys ja utilitzaven el bloqueig de publicitat.

## Mètodes
Un mètode per filtrar és simplement bloquejar (o evitar la reproducció automàtica) de les animacions Flash, la càrrega d'imatges o els arxius de vídeo i àudio Windows. Això es pot realitzar fàcilment en molts navegadors i millora la seguretat i la privadesa. Aquest mètode rudimentari es troba millorat en moltes extensions dels navegadors. Cada navegador d'Internet controla aquesta tasca de manera diferent però, en general, s'alteren les opcions, preferències i les extensions de les aplicacions per filtrar tipus de contingut específic. Normalment es necessita un complement que ajudi a diferenciar els anuncis de la resta de contingut, o la publicitat desitjada d'aquella que no ho és.
Com més avançat és un programari de bloqueig d'anuncis, permet filtrar de manera més eficaç anuncis a través de categories com llistes negres, llistes blanques i filtres d'expressió. Algunes característiques de seguretat també tenen efectes en la desactivació de certs anuncis. Alguns antivirus poden ser utilitzats com a bloquejadors. El filtratge per intermediaris com proveïdors ISP i governs nacionals és molt comú.

### Integració del navegador
Des del 2015, molts navegadors bloquegen de manera automàtica finestres emergents. Les versions actuals de Konqueror i Internet Explorer també inclouen el filtratge de contingut. Aquesta característica es pot afegir a Firefox, navegadors basats en Chromium, Òpera, Safari i altres navegadors amb extensions com AdBlock, Adblock Plus i uBlock Origen, i un nombre de fonts proporciona llistes de filtratge actualitzades regularment. Adblock Plus (distribuït per la casa de programari alemanya Eyeo GmbH) està inclòs per defecte en el navegador freeware Maxthon de la Xina
Un altre mètode per filtrar els anuncis utilitza fulls d'estil en cascada (CSS) per amagar elements específics de HMTL i XHTML. A principis de 2018, Google va confirmar que el bloquejar d'anuncis inclòs a Chrome es llençaria el 15 de febrer. Aquest bloquejador només filtra anuncis segons l'Estàndard de millors Anuncis (definit per la Coalition for Betther Ads®, on Google n'és membre). Aquest programaria ha causat controvèrsia perquè podria beneficiar injustament els interessos publicitaris de Google.

### Programes externs
Existeix aplicacions de programari externs que ofereixen filtratge d'anuncis com una funció principal o secundària. Una solució tradicional és modificar un proxy HTTP (o web) perquè filtri contingut. Aquests programes funcionen caçant i filtrant el contingut abans que es mostri al navegador. Això proporciona l'oportunitat no només de bloquejar anuncis, sinó tot el contingut que pogués ser ofensiu, inapropiat o bé maliciós. Alguns programaris de proxy populars que inclouen un bloqueig efectiu de contingut són Netnanny, Privoxy, Squid i alguns programis de control de contingut. L'avantatge principal d'aquest mètode és la llibertat respecte la implementació de limitacions i la centralització de control (el proxy opot ser utilitzat per molts usuaris). Els proxies són bons filtrant anuncis, però tenen més limitacions que el programaris integrats en navegadors. Per als proxies és difícil filtrar trànsit SSL i interpretar el context de la pàgina sencera, així com filtrar anuncis generats amb JavaScript.

### Arxiu del host i manipulació de DNS
La majoria de sistemes operatius, fins i tot aquells que són conscients del Sistema de Nom de Domini (Domain Name System, DNS), encara ofereixen retro-compatibilitat amb una llista de hosts estrangers. Aquest tipus de configuració, per raons històriques, s'emmagatzema en un arxiu de text pla que per defecte conté molt pocs noms de host i les seves adreces IP associades. Editar aquests arxius és fàcil i efectiu perquè la majoria de clients DNS llegeixen l'arxiu local de hosts abans de sol·licitar un servidor DNS remot. Emmagatzemant entrades de forat negre als arxius de hosts impedeix que el navegador accedeixi a un servidor d'anuncis, mitjançant la manipulació del nom de resolució del servidor cap a una IP no existent o local (127.0.0.1 o 0.0.0.0 són les utilitzades típicament per adreces IPv4). Tot i que és fàcil d'implementar, els publicistes poden contrarestar aquest mètode mitjançant la codificació complexa de les adreces IP del servidor, o carregant els anuncis des del mateix servidor que distribueix el contingut principal, ja que bloquejar aquest servidor bloquejaria també el contingut útil de la pàgina.

### Memòria cau del DNS
Aquest mètode opera filtrant i canviant els registres de la memòria cau del DNS. En la majoria de sistemes operatius el nom del domini de resolució sempre viatja via la memòria cau del DNS. Canviant aquests registres dins la memòria cau o impedint que hi entrin, els programes poden o no accedir als noms dels dominis. Els programes externs segueixen la memòria cau interna del DNS i importen els registres de DNS d'un arxiu. Com a part del procés de resolució del nom del domini, es realitza una cerca de memòria cau del DNS abans de contactar amb el servidor DNS. Això significa que els registres es duen a terme abans de contactar el servidor DNS. A diferència del mètode de modificació de l'arxiu del host, aquest és més flexibles perquè utilitza dades més comprensibles accessibles als registres de la memòria cau del DNS.

### Filtratge de DNS
El filtratge i el bloqueig selectiu del trànsit del DNS es pot dur a terme mitjançant un tallafocs, que es pot configurar per bloquejar el nom de resolució del DNS basat en patrons de noms. Un tallafocs de DNS, com el Verigio DNS Firewall, també pot bloquejar l'accés a les adreces IP dels noms no resolts via DNS. Això impedeix que es mostrin anuncis de servidors que accedeixen utilitzen directament les seves adreces IP.
La publicitat també es pot bloquejar fent servir un servidor DNS configurat per bloquejar l'accés a dominis i noms de servidors coneguts per distribuir anuncis a través del redireccionament d'adreces. Els usuaris poden escollir utilitzar un servidor DNS modificat o configurar un dispositiu específic com un Raspberry Pi. La manipulació del DNS és un mètode àmpliament utilitzat per manipular què veu l'usuari final, però també pot ser emprat localment per fins personals. La Xina fa servir el seu propi DNS arrel i la Unió Europea ha considerat fer el mateix. Google ha demanat que el Google Public DNS sigui utilitzat per algunes aplicacions en dispositius Android. Conseqüentment, els dominis o adreces DNS utilitzats per publicitat poden ser extremadament vulnerables a moltes formes de substitució d'anuncis on un domini que distribueix publicitat és canviat per un que reparteix anuncis locals a subgrup d'usuaris. Aquest fet és comú a Rússia, l'Índia i Xina, on les agències de publicitat es neguen molts cops a paga pels clics o les visites a la pàgina. El bloqueig de dominis a nivell de DNS per usos no comercials ja és comú a la Xina.

### VPN Local recursiu
A Android, les aplicacions poden funcionar amb una connexió local VPN (xarxa privada local) amb la seva pròpia habilitat per filtrar i una adreça DNS sense necessitat d'accedir a l'arrel. Aquest mètode permet a les aplicacions de bloqueig de publicitat descarregar arxius i utilitzar-los per filtrar les xarxes d'anuncis a través del dispositiu. Blokada, DNS66, AdGuard són algunes de les aplicacions més populars que aconsegueixen bloquejar anuncis sense el permís de l'arrel. La funció només és activa quan la xarxa privada local està encesa, i s'atura completament quan està desconnectada. Pot accedir fàcilment a contingut bloquejat per anti-filtres de publicitat.
Aquest mètode optimitza la bateria, redueix el l'alentiment d'Internet per l'ús de DNS externs o filtratge VPN i necessita menys configuració en general.

### Dispositius de maquinari
Dispositius com AdTrap fan servir maquinari per bloquejar la publicitat d'Internet. Basat en revisions de AdTrap, aquest dispositiu utilitza Linux Kernel per una versió de PrivProxy per bloquejar els anuncis de vídeo, música i en qualsevol navegador d'Internet. La startup israeliana Shine proporciona una solució semblant.

### Mitjançant proveïdors d'Internet i participants externs
Els proveïdors d'Internet, especialment les operadores de telefonia mòbil, ofereixen freqüentment proxies dissenyats per reduir el trànsit de la xarxa. Tot i no està dissenyat específicament per filtrar anuncis, aquestes mesures bloquejaran molts tipus de publicitat que són massa grans o consumeixen molt ample de banda, o que es consideren no apropiades per al tipus de connexió del dispositiu. Molts operadors Internet bloquegen algun tipus de publicitat mentre que injecten, al mateix temps, la seva pròpia.

## Conseqüències econòmiques pels negocis en línia
Alguns proveïdors de contingut han argumentat que l'extensió del bloqueig de publicitat ha portat a la disminució d'ingressos per a les pàgines web sostingudes per la publicitat i els comerços basats en les transaccions en línia. També s'argumenta que, com que les agències publicitàries paguen anuncis per augmentar els seus ingressos, l'eliminació del bloqueig de publicitat només diluiria el valor per impressió i baixaria el preu dels anuncis, argumentant que, com el frau de clic, les impressions que es distribueixen als usuaris que utilitzen el bloqueig tenen molt poc valor per als publicistes. Conseqüentment, eliminar el bloqueig d'anuncis no augmentaria els ingressos dels proveïdors a la llarga.

## Resposta dels editors

### Contramesures
Algunes pàgines web han pres contramesures, com intentar detectar la presència de bloquejadors de publicitat i informar als usuaris que no podran accedir al contingut si no els desactiven.